# Franciszek Koy
Franciszek Koÿ (Koy) pseud. "Zameczek" (ur. 18 października 1893, zm. 7 kwietnia 1919) – porucznik Wojska Polskiego.

## Życiorys
Urodził się 28 stycznia 1893 r. w Warszawie jako syn Jana i Zofii z d. Fortuńskiej. W dokumentach wojskowych Koÿa jego nazwisko pisane jest w formie Koy (w tym jeden dokument z jego własnoręcznym podpisem). Wydaje się jednak, że poprawną wersją pisowni jest Koÿ. Taka bowiem znajduje się na jego świadectwie szkolnym i we wniosku o odznaczenie niepodległościowe, wypełnionym przez żonę Irenę, która również podpisała się Koÿ. Od 1906 r. kształcił się w prywatnej szkole męskiej Kazimierza Kujawskiego, gdzie w 1912 r. zdał egzamin maturalny. Następnie studiował w Akademii Rolniczej w Wiedniu. Wstąpił wówczas do Polskich Drużyn Strzeleckich, w których ukończył szkołę oficerską. W czasie I wojny światowej walczył w Legionach Polskich. Był podoficerem, a następnie oficerem 2 Pułku Ułanów Legionowych (1 pluton 3 szwadronu). Prowadził wiele patroli ułanów  m.in. pod Mołdawę, Jezierzany, Oleszę, Kolorówkę, Mamajestie, Rokitnę (maj-czerwiec 1915). W kampanii wołyńskiej jego pluton został przydzielony do I Brygady Legionów Polskich. 1 lipca 1916 roku został mianowany chorążym w kawalerii. W listopadzie 1918 mianowany został komendantem żandarmerii w Łapach. 
Według niektórych źródeł Franciszek Koy uczestniczył 2 stycznia 1919 w zamordowaniu, w niewyjaśnionych okolicznościach, 4 z pięciu członków delegacji radzieckiego Czerwonego Krzyża. Przybyła do Polski 20 grudnia 1918 roku delegacja została zaaresztowana pod zarzutami agitacji i nakłaniania do rozruchów w Warszawie. Wszyscy jej członkowie byli działaczami SDKPiL, a jej przewodniczący Bronisław Wesołowski był jednym z przywódców SDKPiL, prezesem Najwyższego Trybunału Rewolucyjnego zajmującym się wywiadem i kontrwywiadem.
Od początku 1919 roku służył w 22 Pułku Piechoty, brał udział w walkach z Ukraińcami w Małopolsce Wschodniej, oraz w początkowej fazie walki z bolszewikami. W tych drugich dowodził oddziałem partyzanckim podległym Grupie Poleskiej gen. Antoniego Listowskiego, formalnie przydzielonym do 22. pp.  Poległ 4 kwietnia 1919 roku.
27 sierpnia 1920 roku został pośmiertnie zatwierdzony z dniem 1 kwietnia 1920 roku w stopniu rotmistrza, w kawalerii, w grupie oficerów byłych Legionów Polskich.

## Ordery i odznaczenia
- Krzyż Srebrny Orderu Wojskowego Virtuti Militari
- Krzyż Niepodległości – pośmiertnie 4 lutego 1932 roku „za pracę w dziele odzyskania niepodległości”[6]
- Krzyż Walecznych[7]

## Awanse
- wachmistrz - 1915[8]
- chorąży - 1916
- podporucznik - 1917